# Paul van der Sterren
Paul van der Sterren (Venlo, 17 de març de 1956) és un jugador i escriptor d'escacs neerlandès que té el títol de Gran Mestre des de 1989.
Tot i que roman inactiu des del juny de 2017, a la llista d'Elo de la FIDE del gener de 2022, hi tenia un Elo de 2462 punts, cosa que en feia el jugador número 42 (en actiu) dels Països Baixos. El seu màxim Elo va ser de 2605 punts, a la llista de gener de 1994 (posició 48 al rànquing mundial).

## Resultats destacats en competició
Ha estat dos cops campió dels Països Baixos, el 1985 i el 1993. El 1993 es va classificar pel Torneig de Candidats pel campionat del món de 1996, però fou eliminat en primera ronda (+1 -3 =3) per Gata Kamsky.

### Participació en competicions per equips
Van der Sterren ha representat els Països Baixos en 10 olimpíades d'escacs consecutives entre 1982 i 2000.

## Escriptor d'escacs
És l'autor de l'enciclopèdia d'obertures en un volum Fundamental Chess Openings, que es va publicar el 2009.